# Samlesbury
Samlesbury est un village, et une paroisse civile, situé dans le borough de South Ribble dans le Lancashire en Angleterre. Samlesbury Hall, une résidence historique, se trouve dans ce village, tout comme le Samlesbury Aerodrome. En 2010, le village abrite aussi une brasserie détenue par AB InBev.